# Joël Hauvieux
Joël Hauvieux, né le 20 janvier 1949 à Brette-les-Pins (Sarthe), est un coureur cycliste français. Il court au niveau professionnel de 1974 à 1978,. 
Hauvieux est sociétaire au club cycliste local du La Hutte-Gitane. Son grand frère Claude a également été coureur cycliste chez les amateurs. 

## Palmarès

### Palmarès amateur
- Amateur
  - 1970-1973 : 66 victoires
- 1968
  - Champion de Normandie amateurs juniors (moins de 20 ans)
  - Maillot des Jeunes
  - 2e de Paris-Vierzon
  - 2e du Grand Prix de l'Équipe et du CV 19e
- 1969
  - Champion de Normandie amateurs juniors (moins de 20 ans)
  - 3e du Circuit des Deux Provinces
- 1970
  - Deux Jours de Briouze
  - 3e de Paris-Vendôme
- 1971
  - 3e étape de Paris-Vierzon
- 1972
  - Paris-Barentin
  - 2e de Paris-Connerré
  - 3e du Circuit du Roumois
- 1973
  - Champion de l'Orléanais
  - 2e de Paris-Troyes
  - 3e du Circuit de la Sarthe

### Palmarès professionnel
- 1975
  - 2e de Paris-Camembert
- 1976
  - 3e étape du Tour de l'Aude
  - 3e de Paris-Limoges
  - 3e du Grand Prix d'Antibes

## Résultats sur le Tour de France
2 participations
- 1975 : 73e
- 1976 : 70e